# كريستيان بوستوس
كريستيان بوستوس (بالإسبانية: Cristian Bustos Costa)‏ (ولد في 29 مايو 1983) هو لاعب كرة قدم إسباني يلعب كلاعب وسط.

## روابط خارجية
- كريستيان بوستوس على موقع قاعدة بيانات كرة القدم.إي يو (الإنجليزية)
- كريستيان بوستوس على موقع Soccerway.com (الإنجليزية)